# Бошко Вукашиновић
Бошко Вукашиновић (Тења, 1914. — 2003.) био је српски сликар, графичар и ликовни педагог.

## Биографија
Бошко Вукашиновић је дипломирао на Факултету ликовних уметности у Београду. Боравио је у ликовним колонијама у Крушевцу 1950. и Кикинди 1957.
Био је члан УЛУС-а и секретар друштва српских уметника "Лада".